# 20823 Liutingchun
20823 Liutingchun este un asteroid din centura principală de asteroizi.

## Descriere
20823 Liutingchun este un asteroid din centura principală de asteroizi. A fost descoperit pe 24 octombrie 2000 la Socorro, New Mexico, în cadrul proiectului LINEAR. Asteroidul prezintă o orbită caracterizată de o semiaxă mare de 3,11 ua, o excentricitate de 0,17 și o înclinație de 5,7° în raport cu ecliptica.